# متحف بيحان (شبوة)
متحف بيحان بمحافظة شبوة ، أسس في عام 1969 م وافتتح رسمياً في 1972 م .

## أقسام المتحف
وتضم مجموعاته الأثرية الفريدة قطعاً أثرية من مجموعة (شريف بيحان) والتي جاءت من تنقيبات البعثة الأمريكية في مواقع المملكة القتبانية في وادي بيحان أضيفت إليها مجموعات أخرى من المنطقة نفسها.